# Adeodato Giovanni Piazza

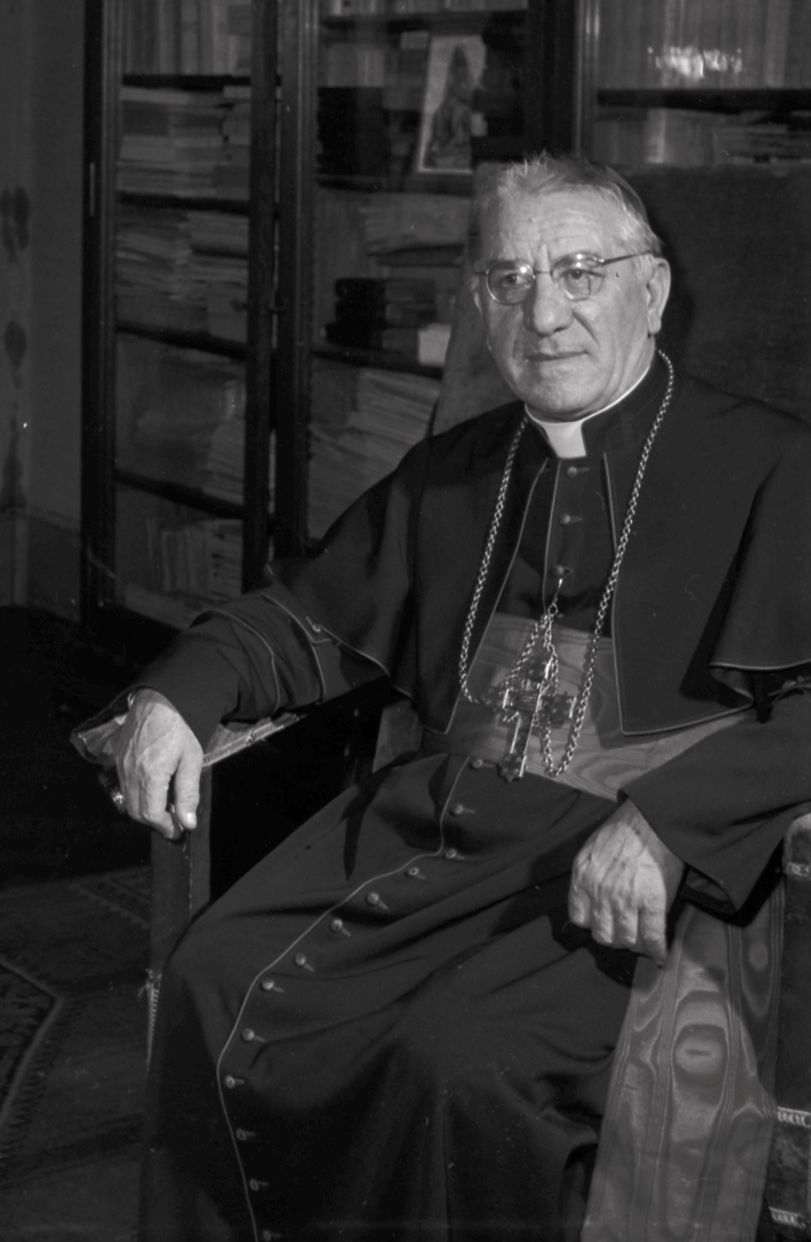
Adeodato Kardinal Piazza (1953)

Adeodato Giovanni Kardinal Piazza OCD (* 30. September 1884 in Vigo de Cadore, Provinz Belluno, Italien; † 30. November 1957 in Rom) war Erzbischof und Patriarch von Venedig.

## Leben
Adeodato Giovanni Piazza trat 1897 in den Karmeliterorden ein und studierte in Treviso, Venedig und Brescia die Fächer Philosophie und Katholische Theologie. Er empfing am 19. Dezember 1908 das Sakrament der Priesterweihe und arbeitete anschließend als Dozent in der Ausbildung des Ordensnachwuchses. Adeodato Giovanni Piazza nahm als Feldgeistlicher am Ersten Weltkrieg teil. Von 1919 bis 1923 war er Prior der Konvente in Brescia, Verona und Adro. In den Jahren 1923 bis 1925 arbeitete er als Sekretär des Generalsuperiors in Rom, von 1925 bis 1930 versah er das Amt des Generalprokurators.
Papst Pius XI. ernannte ihn 1930 zum Erzbischof von Benevento. Die Bischofsweihe empfing Adeodato Giovanni Piazza am 24. Februar 1930 in der Kirche Santa Teresa al Corso d’Italia in Rom durch Kardinal Basilio Pompili, Bischof von Velletri; Mitkonsekratoren waren Kardinal Raffaele Carlo Rossi, Sekretär der Konsistorialkongregation, und Pio Marcello Bagnoli, Bischof von Marsi. 1935 setzte ihn der Papst als Patriarchen von Venedig ein, am 13. Dezember 1937 nahm er ihn als Kardinalpriester mit der Titelkirche Santa Prisca in das Kardinalskollegium auf. Adeodato Giovanni Kardinal Piazza nahm am Konklave des Jahres 1939 teil. 1940 wurde er Konsistorialsekretär der Kurie. Papst Pius XII. erhob ihn 1949 zum Kardinalbischof von Sabina e Poggio Mirteto. Adeodato Giovanni Kardinal Piazza vertrat den Papst bei mehreren Feierlichkeiten als päpstlicher Legat, u. a. bei der Eröffnung der 1. Generalversammlung der Bischöfe Lateinamerikas und der Karibik im Jahre 1955 in Rio de Janeiro. Er starb am 30. November 1957 in Rom und wurde in der dortigen Karmeliterkirche Santa Teresa al Corso d’Italia bestattet.